# Cmentarz wojenny w Werchracie
Cmentarz wojenny w Werchracie – cmentarz z I wojny światowej położony na terenie wsi Werchrata, w gminie Horyniec-Zdrój, w powiecie lubaczowskim, w województwie podkarpackim. 

## Opis
Cmentarz znajduje się przy drodze wiejskiej w sąsiedztwie dawnej cerkwi. Nie zachował się żaden element z pierwotnego urządzenia cmentarza. Zajmuje powierzchnię 0,12 ha i ogrodzony jest parkanem wykonanym w 1987. Odnowiony został w 2004 z inicjatywy Austriackiego Czarnego Krzyża. Oznaczono mogiły kamiennymi krzyżami, a w centralnym miejscu cmentarza ustawiono kamienny obelisk z tablicą pamiątkową z napisem:

Tu spoczywają żołnierze Armii Cesarsko-Królewskiej 
polegli w czasie wojny 1914-15
Pamiętajcie o nich i o poległych we wszystkich wojnach
Ich losy wzywają nas do pojednania
Cmentarz ten odnowiony został w roku 2014
przez Austriacki Czarny Krzyż
 w porozumieniu z Gminą Horyniec-Zdrój

Na cmentarzu pochowano nieznaną liczbę niezidentyfikowanych żołnierzy austro-węgierskich poległych w 1915.

## Galeria

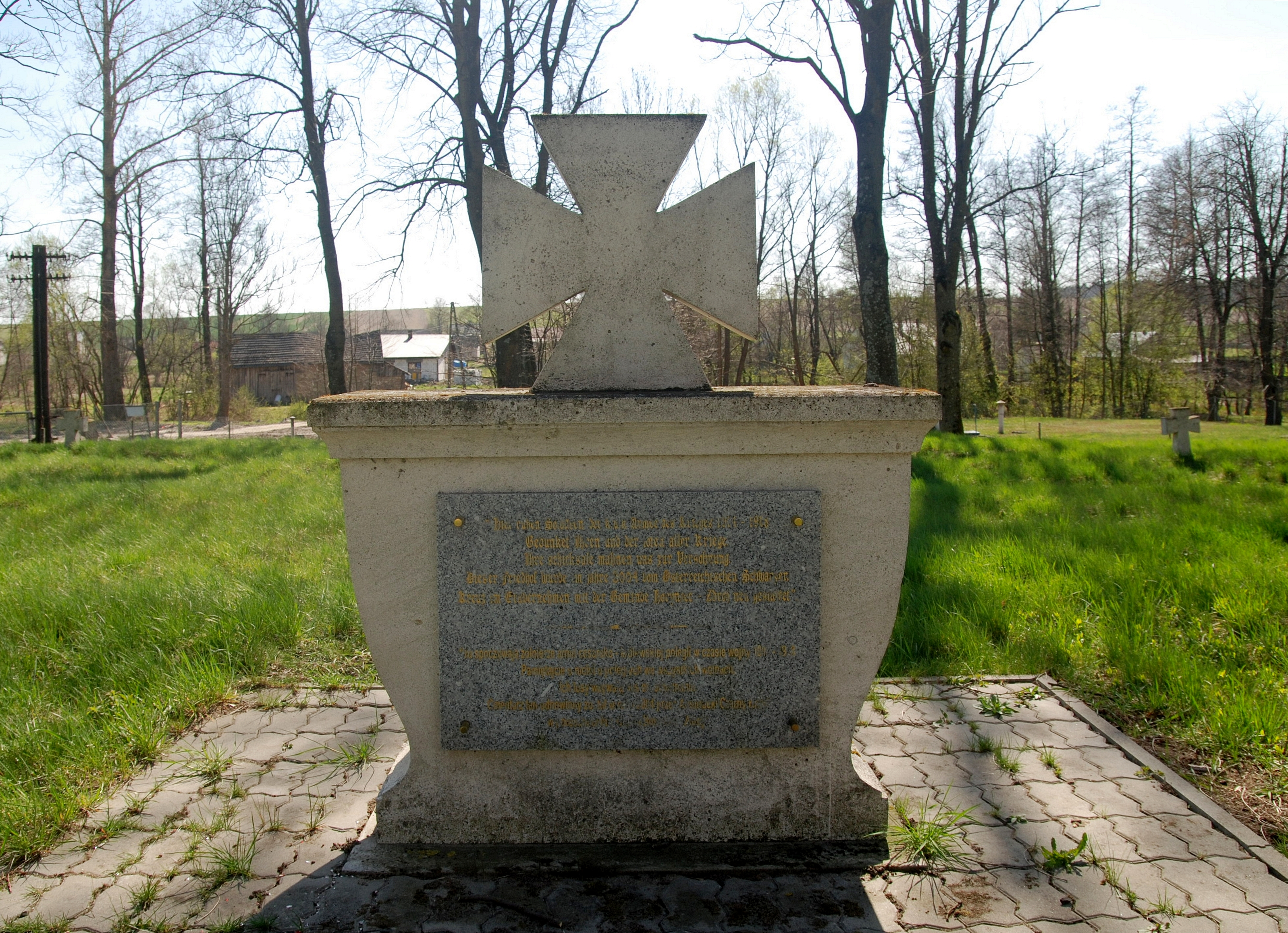
Pomnik centralny
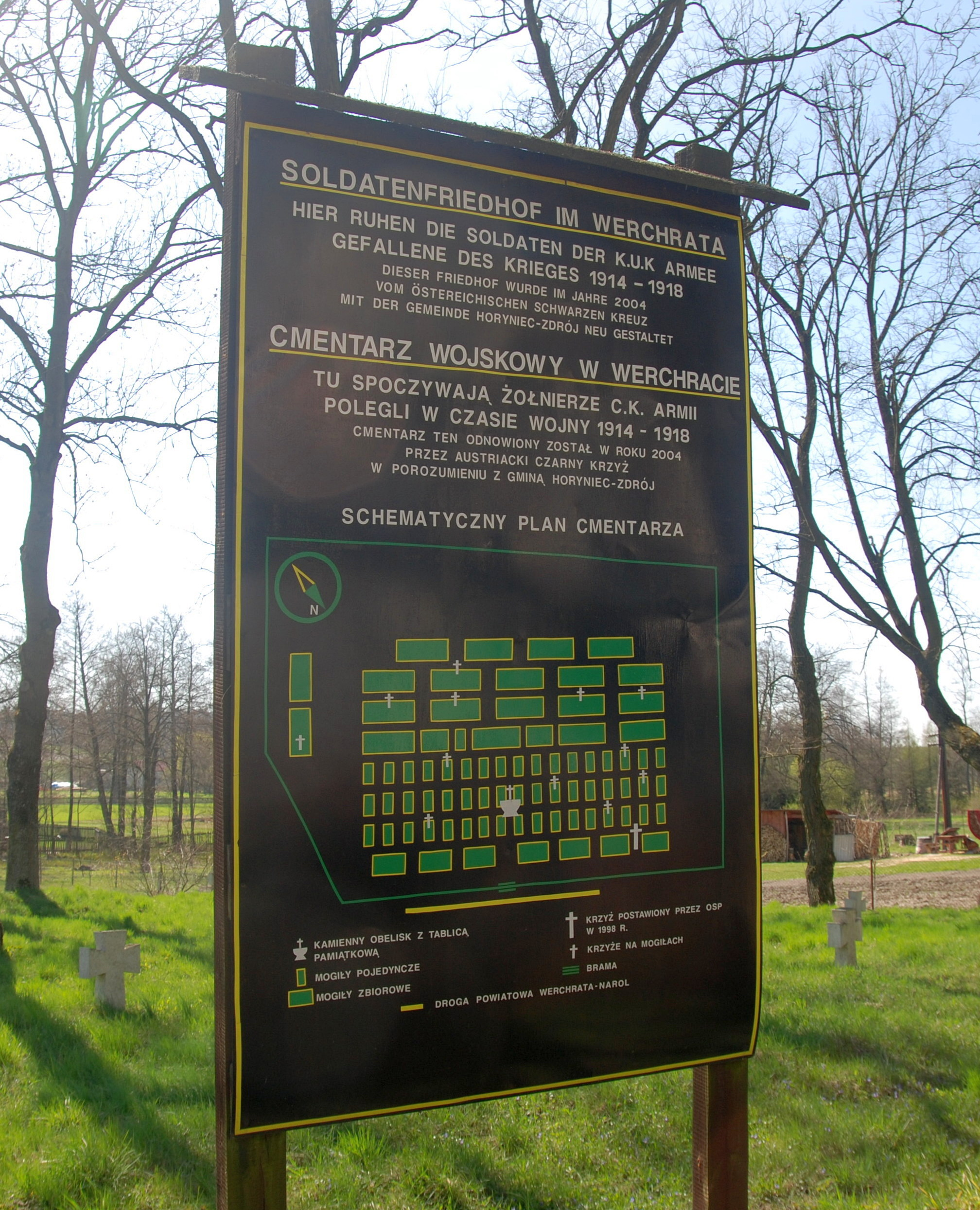
Tablica informacyjna